# Dickey-Fuller-Test
Als Dickey-Fuller-Tests bezeichnet man in der Statistik die im Jahr 1979 von D. Dickey und W. Fuller entwickelte Testklasse der Einheitswurzeltests, die die Nullhypothese eines stochastischen Prozesses mit Einheitswurzel gegen die Alternative eines Prozesses ohne Einheitswurzel testen. Solche Tests dienen dazu festzustellen, ob ein integrierter Prozess vorliegt.

## Idee und Durchführung
Für einen stochastischen Prozess {\displaystyle X} der Form
{\displaystyle X_{t}=\alpha _{0}+\varphi X_{t-1}+\varepsilon _{t}}
mit einem weißen Rauschen {\displaystyle \varepsilon } soll die Nullhypothese
{\displaystyle H_{0}:\ \varphi =1} (Random-Walk mit Drift)
gegen die Alternative
{\displaystyle H_{1}:\ \varphi <1} (AR(1)-Prozess)
getestet werden. Setzt man nun {\displaystyle \delta :=\varphi -1}, kann man schreiben:
{\displaystyle \Delta X_{t}=X_{t}-X_{t-1}=\alpha _{0}+(\varphi -1)X_{t-1}+\varepsilon _{t}=\alpha _{0}+\delta X_{t-1}+\varepsilon _{t}.}
Null- und Alternativhypothese lauten jetzt:
{\displaystyle H_{0}:\ \delta =0,\quad H_{1}:\ \delta <0.}
Man regressiert nun {\displaystyle \Delta X_{t}} durch {\displaystyle X_{t-1}} und die Konstante {\displaystyle \alpha _{0}}. Je nach Schätzverfahren (Methode der kleinsten Quadrate, Maximum-Likelihood-Schätzung) erhält man dann Schätzwerte {\displaystyle {\hat {\alpha }}_{0},{\hat {\delta }}}. Anschließend bildet man eine Teststatistik
{\displaystyle \tau :={\dfrac {\hat {\delta }}{\sqrt {{\widehat {\operatorname {Var} }}({\hat {\delta }})}}},}
die allerdings keiner {\displaystyle t}-Verteilung, sondern einer von Dickey und Fuller tabellierten Verteilung folgt. Da der Test linksseitig ist, wird die Nullhypothese verworfen, wenn der Wert der Teststatistik kleiner ist als der dem gewählten Signifikanzniveau entsprechende Schwellenwert.

## Anwendungsgebiet
Bei der Kointegrationsanalyse von Zeitreihen, beispielsweise der des BIP, der Inflation, von Zinsen etc., wird geprüft, ob stationäre Differenzen einem gemeinsamen stochastischen Trend folgen, also ein echter Zusammenhang besteht. Da durch Regression der Zeitreihen, die höher als vom Grade 0 integriert sind, die Möglichkeit besteht, dass die Regressionsanalyse ein hohes Bestimmtheitsmaß und Signifikanz der Regressoren ergibt, obwohl außer dem gleichzeitigen Auftreten im Zeitpunkt t kein Zusammenhang zwischen diesen Zeitreihen besteht, läuft man Gefahr, Scheinkorrelationen als wahre Zusammenhänge aufzufassen. Der ADF/DF-Test prüft nun, ob die Differenz einer Variable stationär ist oder nicht. Eine Zeitreihe ist stationär, wenn sie einen konstanten Erwartungswert und eine nicht vom Zeitpunkt t abhängige Varianz besitzt, sie wird auch integriert der Ordnung null genannt. Falls eine Zeitreihe instationär ist, stellt sich die Frage, welcher Ordnung Instationarität vorliegt. Ist ihre erste Differenz stationär, hat sie die Eigenschaft der Integration erster Ordnung. Es ist also eine Einheitswurzel vorhanden. Falls die erste Differenz nicht stationär ist, testet man die zweiten Differenzen mit analoger Folgerung.
Der ADF-Test kann im Rahmen des statischen Tests auf Kointegration nach Engle und Granger auch auf Existenz eines gemeinsamen stochastischen Trends testen. Dieser ist der langfristige Wachstumspfad der Reihen. Langfristig können sich die Variablen nicht unabhängig voneinander bewegen. Wird eine Variable beispielsweise durch einen externen Schock verändert, so passen sich die anderen im Zeitablauf an, um das System wieder in ein Gleichgewicht zu bringen. Hierfür wird der ADF-Test auf die Residuen einer Regression der Zeitreihen angewandt. Er prüft also, ob die Residuen stationär sind.

## DF-Test
Der Dickey-Fuller-Test testet die Gleichung des DF-Tests im Fall ohne deterministischen Trend und ohne Konstante durch
{\displaystyle \Delta y_{t}=(\rho -1)y_{t-1}+u_{t}=\delta y_{t-1}+u_{t}.}
Es gibt drei Fälle:
1. Test auf Random Walk: {\displaystyle \Delta y_{t}=\delta y_{t-1}+u_{t}}
2. Test auf Random Walk mit Drift {\displaystyle \Delta y_{t}=a_{0}+\delta y_{t-1}+u_{t}}
3. Test auf Random Walk mit Drift und deterministischem Trend {\displaystyle \Delta y_{t}=a_{0}+a_{1}t+\delta y_{t-1}+u_{t}}

Das Hypothesenpaar lautet:
{\displaystyle H_{0}:\,\rho =1}, d. h., der AR-Teil besitzt eine Einheitswurzel
{\displaystyle H_{1}:\,-1<\rho <1}

## ADF-Test
Der erweiterte Dickey-Fuller-Test (englisch augmented Dickey-Fuller test, oder ADF-Test) verallgemeinert die Testgleichung des DF-Tests im Fall mit deterministischem Trend durch
{\displaystyle \Delta y_{t}=\alpha +\beta t+(\rho -1)y_{t-1}+\theta _{1}\Delta y_{t-1}+...+\theta _{k}\Delta y_{t-k}+u_{t}},
mit k, so dass die empirischen Residuen weiß rauschen.
Das Hypothesenpaar lautet:
{\displaystyle H_{0}:\,\rho =1}, d. h., der AR-Teil besitzt eine Einheitswurzel, und die Variable ist somit nicht stationär
{\displaystyle H_{1}:\,-1<\rho <1} Es gibt keine stochastische Instationarität, möglicherweise aber deterministische, dann spricht man von einer trendstationären Zeitreihe.

## Probleme
Ist der datenerzeugende Prozess trendstationär, aber man führt falscherweise den Einheitswurzeltest mit dem Modell ohne Trendvariable durch, haben die Tests eine asymptotisch gegen null gehende Macht, denn die Nullhypothese des Random Walks wird dann fälschlicherweise zu selten oder nie abgelehnt.

## Alternative Ansätze
- Phillips-Perron-Test (1988)
- KPSS-Test (1992) – Nullhypothese: Stationarität
- HEGY-Test (1990)
- ADF-GLS-Verfahren (1996)